# Minori Kudō
Minori Kudō (jap. 工藤 みのり, Kudō Minori; * 10. April 1967 in Hokkaidō) ist eine japanische Curlerin. 
Ihr internationales Debüt hatte Kudō bei der Pazifikmeisterschaft 1991 in Sagamihara, wo sie die Goldmedaille gewann. 
Kudō spielte als Third der japanischen Mannschaft bei den XVI. Olympischen Winterspielen 1992 in Albertville im Curling. Die Mannschaft belegte den achten Platz.

## Erfolge
- Pazifikmeisterin 1991